# André Guinebert
André Guinebert est un peintre français né à Beaupréau (Maine-et-Loire) le 22 juin 1902 - décédé à Miré (Maine-et-Loire) le 23 juillet 1990.

## Biographie
Enseignant de formation, André Guinebert a commencé à peindre sous la direction de Paul Hannaux, puis dans les académies libres de la Grande Chaumière et Colarossi et, enfin et surtout, en compagnie de Christian Caillard qu'il a rencontré en 1940 dans l'Oflag XVII-A.
Coloriste, André Guinebert, s'il a réalisé des aquarelles, des fusains, des sanguines, des gravures sur bois et des pointes sèches pour illustrer des livres, des encres de chine, est surtout connu pour ses huiles au pinceau ou au couteau. Parmi ses œuvres, on peut citer Sémaphore de Penmar'ch (1962 Musée d'Angers), Les platanes (1979), La chapelle au bord de l'eau (1981), ou encore Nu au violon.
Sociétaire du Salon d'automne depuis 1950, hors concours au Salon des artistes français, deuxième prix de la Première biennale de Menton en 1950, associé au Salon de la Nationale des Beaux-Arts, Médaille d'or des Artistes français en 1963 et sélectionné au Prix Othon Friesz.

## Expositions
André Guinebert a exposé à :
- Paris : galeries Raspail, Bernheim, du Colisée, Dubourg...
- Angers : galeries Lasneret, Bruel-Legal, Moraglia, Guémard...
- Menton : galerie du Temps retrouvé
- La Rochelle : galerie Lhotte
- Houston, La Nouvelle-Orléans, Dallas... (États-Unis)
- Nuevo Laredo... (Mexique)
- Malaga...(Espagne)...

## Publication
- Peintures avec une préface de Christian Caillard, Editions Siraudeau, Angers, 1982